# Microspio elegantula
Microspio elegantula är en ringmaskart som beskrevs av Blake 1984. Microspio elegantula ingår i släktet Microspio och familjen Spionidae.
Artens utbredningsområde är havet kring Nya Zeeland. Inga underarter finns listade i Catalogue of Life.